# Wittstedt (Hagen im Bremischen)
Wittstedt (niederdeutsch Wittst) ist ein Ortsteil der Ortschaft Bramstedt in der Einheitsgemeinde Hagen im Bremischen im niedersächsischen Landkreis Cuxhaven.

## Geografie

### Lage
Wittstedt liegt zwischen den Städten Bremerhaven und Bremen. Der Ortsteil befindet sich im nordöstlichen Teil der Einheitsgemeinde Hagen im Bremischen.

### Nachbarorte
| Hetthorn (Einheitsgemeinde Loxstedt)    | Düring (Einheitsgemeinde Loxstedt)          |                                                                                            |
| Hahnenknoop (Einheitsgemeinde Loxstedt) | Kompassrose, die auf Nachbargemeinden zeigt | Hollen (Einheitsgemeinde Beverstedt) Hollen – Ortsteil Heise (Einheitsgemeinde Beverstedt) |
|                                         | Bramstedt                                   |                                                                                            |

(Quelle:)

## Geschichte

### Eingemeindungen
Die Samtgemeinde Hagen entstand zum 1. Januar 1970 und umfasste mit Wittstedt zunächst 16 Gemeinden. Nach § 7 des Gesetzes zur Neugliederung der Gemeinden im Raum Bremervörde vom 13. Juni 1973 (Nds. GVBl. S. 183) wurde die zuvor eigenständige Gemeinde Wittstedt im Zuge der Gebietsreform in Niedersachsen, die am 1. März 1974 stattfand, in die Gemeinde Bramstedt eingegliedert.
Im Juni 2013 wurde beschlossen, die Samtgemeinde Hagen zum 1. Januar 2014 aufzulösen und aus ihrem Gebiet die Einheitsgemeinde Hagen im Bremischen mit seinen 16 Ortschaften zu bilden.

### Einwohnerentwicklung
| Jahr      | 1910  | 1925  | 1933  | 1939  | 1950  | 1956  | 1973  | 2015  |
| --------- | ----- | ----- | ----- | ----- | ----- | ----- | ----- | ----- |
| Einwohner | 251   | 241   | 252   | 232   | 414   | 385   | 416   | 415   |
| Quelle    | [ 6 ] | [ 7 ] | [ 7 ] | [ 7 ] | [ 8 ] | [ 8 ] | [ 1 ] | [ 2 ] |

|  |

## Politik

### Ortsrat und Ortsbürgermeister
Wittstedt wird auf kommunaler Ebene von dem Ortsrat aus Bramstedt vertreten.

### Wappen
Der Entwurf des Kommunalwappens von Wittstedt stammt von dem Heraldiker und Wappenmaler Albert de Badrihaye, der zahlreiche Wappen im Landkreis Cuxhaven erschaffen hat.
| Wappen von Wittstedt | Blasonierung: „Geteilt, oben in Blau acht goldene sechsstrahlige Sterne, waagerecht in zwei Reihen angeordnet, unten in Rot zwei gekreuzte silberne Schlüssel.“                                          |
| Wappen von Wittstedt | Wappenbegründung: Die Sterne weisen auf die acht ältesten Höfe des Dorfes hin, die besondere Namen tragen. Die gekreuzten Schlüssel erinnern an die jahrhundertelange Zugehörigkeit zum Erzstift Bremen. |

## Kultur und Sehenswürdigkeiten

### Bauwerke
- Hofanlage Ortsstraße 10 von 1848 und um 1900/10
- Wohn- und Wirtschaftsgebäude Ortsstraße 6 von 1793 und 1827
- Großsteingrab Wittstedt

### Naturdenkmale
- Baumreihe mit 25 Eichen

### Vereine und Verbände
- Bürgerverein Dorfgemeinschaftshaus Wittstedt
- Freiwillige Feuerwehr Wittstedt
- Reitverein Wittstedt
- Sportverein Wittstedt 66

## Sagen und Legenden
- Der überlistete Teufel[10]